# わくわく7
『わくわく7』（わくわくセブン/WAKU WAKU 7）は、1996年にサンソフトから稼動されたアーケード（MVS）用対戦型格闘ゲームである。

## 概要
元々は、同社が制作した『ギャラクシーファイト ユニバーサル・ウォーリアーズ』の続編として企画されていた。結果的に一部関連のある要素を持つが、世界観・システムともにまったくの別物になっている。
家庭用ハードには、ネオジオやセガサターンに移植された他、PlayStation 2用ソフト『NEOGEO オンラインコレクション Vol.11 サンソフトコレクション』に『ギャラクシーファイト』と共に収録された。また、Wiiのバーチャルコンソールでネオジオ版が配信されている他、アケアカNEOGEOの1作品としてNintendo Switch、PlayStation 4、Xbox Oneで配信されている。
ネオジオ版は2020年代においては価格が高騰しており、2025年（令和7年）3月時点でリサイクルショップの駿河屋では46万2000円（税込）という高値で販売されている（発売当時の価格は3万2000円）。

## ストーリー
わくわくシティのわくわく公園の伝説「わくわくボール」。7つ集めると妖精が現れ、なんでも願いを叶えてくれると言われている。そして、そのボールを持つ者達が集い、ボールをめぐる戦いが繰り広げられる。

## 主なシステム
操作は1レバー4ボタンで行う。同時期の多くのネオジオ用対戦型格闘ゲームと同じく、パンチボタンとキックボタンが2つずつ割り振られている。

### わくわくパワー
技を出すか相手の攻撃をガードすることで溜めたゲージ（わくわくパワーと呼ばれる）を消費することで強力な技や様々な効果を使用することができる。ゲージの最大ストック数は7。
対人戦では最大ストックが7で固定されるが、1人用CPU戦（いわゆるストーリーモード）では、ストーリー上での集めたボールの数と一致する形をとり、ステージクリアごとに自分・相手両方で最大ストックが増えていく。ただし、ボーナスステージは例外的に7ゲージフルストックの状態でスタートする。
ゲージの使用用途は以下の4種（すべて消費ゲージ数は1）。
必殺技の強化
ほとんどの必殺技は、ゲージを消費してパワーアップが可能。通常の必殺技との区別のため「わくわくパワー版（WP版）」などと呼ばれる。性能や威力が上がるのが基本だが、中には大幅に内容が変化する技も存在。
スーパーモード
攻撃力と防御力が一定時間上昇。発動中はキャラクターが黄色く光る。発動時は全身無敵、かつ周囲に攻撃判定が発生する。無敵時間と攻撃判定の長さや発生タイミングには個人差がある。
ドキドキアタック
いわゆる超必殺技。各キャラクターごとに1〜2個所有し、技ごとに固有のコマンドで発動する。
ハラハラアタック
コマンドは全キャラクター共通。入力と同時に画面いっぱいに警告表示が現れ、キャラクターがしばらく溜めポーズを取った（この間はまったくの無防備。ここで攻撃を受けるとゲージを消費するだけで技は中断）後に技を出す。
基本的にドキドキアタック以上の威力を持ち、かつガード不能という性能を誇るが、コマンド入力から技の発動までがとても遅く隙だらけになる、名称通りのハイリスクかつハイリターンな攻撃。隙の大きさには個人差があり、隙が少なめで普通に超必殺技感覚で使えるものや、実戦で決めるのはまず不可能なレベルのものまで様々。

### その他のシステム
中段攻撃
地上で出せるしゃがみガード不能の通常技。キャラクターごとに内容は異なるが、総じて出が少々遅い。
くらくら値
いわゆる気絶。画面には表示されないパラメータで、相手からの攻撃によって一定の値が溜まるとキャラクターは立ったまま無防備になる「くらくら状態」となってしまう。値は技ごとに設定されており、特定の技はこの値が極端に高くなっている。
投げ受け身
相手に投げられた瞬間にコマンドを入力しておくとキャラクターはダウンせずに受け身を取って立ち状態に戻ることが出来る。
わくわく投げ
ボーナスくんを除いた全キャラ共通のコマンドで発生する特殊な投げ技。普通の投げ技よりも威力が高く、投げ受け身が取れないという特性がある。なお、ポリタンクZのみ、遠距離からの打撃技となっている。
ダウン時の攻防
ダウン状態から起き上がる時、普通に起き上がる他に、レバー左右方向でその方向に移動しながら起き上がる「移動起き上がり」、レバー上要素で攻撃を出しながら起き上がる「起き上がり攻撃」ができる。なお起き上がり攻撃時にボタン入力は不要（レバーのみで良い）。
逆にダウンさせた方は「追い討ち攻撃」で、ダウンした相手に追撃を加えることができる。ただし上述の移動起き上がりでかわされたり、逆に起き上がり攻撃で返り討ちに遭う危険もある。
なお、ダウンしている時間は、ダウン前に受けたダメージ量に比例する。一方でダウンした側もボタンを連打（どのボタンでも良い）によってダウン時間の短縮が可能。
ふっとばし攻撃／壁受け身
特定の攻撃には「ふっとばし性能」があり、画面端まで吹っ飛ばし、叩き付けることで追加ダメージを与えられるが、相手側は端に達した時にパンチまたはキックボタンで「受け身」を取り、追加ダメージ分を無効にできる。パンチは真下へ着地、キックは三角跳びのように画面端を蹴り、相手へ向かってジャンプする。
その他
- 乱入時の対戦開始前に相手へ出すセリフは選択可能で、「丁寧（弱気）」「普通」「やや挑発的（やや強気）」「挑発的（強気）」の4段階。その際ランダムに出たセリフとの区別のため、画面端に「!」マーク（!の数は挑発度合いに対応）が表示される。
- CPU戦での同キャラ対戦は必ず最終ボス戦の1つ前に行われ、ブラックカラーの自分自身が現れる。対戦前や勝利時のセリフも、ブラックのキャラクター専用のものが用意されている。

## キャラクター

### プレイヤーキャラクター

#### 爆皇 雷（ばくおう ライ）
Rai Bakuoh
- 性別：男
- 年齢：13歳
- 身長・体重：152cm・54kg
- 出身：わくわくタウン3丁目
- 好きなもの：山と海
- 嫌いなもの：数学
- 声：工藤よしのり

本作の主人公。キャッチコピーは「電撃わんぱく少年」。冒険の匂いを嗅ぎ付けて争奪戦に参加する。ゴーグル、ジャケット、スカーフを身に着け、頬には絆創膏を貼っている。移動手段は自転車。必殺技は彼が通う中学校の必修科目とされている。また数々の電撃を放って戦うが、これは彼自身の能力ではなく両手のグローブにはまっている小さな珠によるもの。所持するボールの色は赤。
エンディングではまだ遊び足りない上にもっともっと冒険がしたいと妖精ローラに言い、自転車に乗って妖精ローラと一緒に新たな冒険へと出発する。妖精ローラが唱えた呪文は「ワンダユーーー♪」。
能力としては平均的で、必殺技に「飛び道具」「対空技」「突進技」の、いわゆる格闘ゲームの「三種の神器」を持つ。キャラクター独自の特性や技として、「スーパーモードで性能が変化する技を持つ」、キックボタン同時押しの「ハイジャンプ溜め」からの「ハイジャンプ」や、画面端の壁を蹴ってジャンプする「三角蹴り」などがある。
名前は以前に製作した格闘ゲームの主人公のボツ案から採用されており、名前の「雷」から雷系の攻撃をすることなどが決まっていった。
必殺技
イナズマキャノン
地面に向けて拳を振り、電撃を地面に走らせる、いわゆる飛び道具技。一定距離を進むと消滅する。空中で使用すると雷球をほぼ真下に落とす。WP版では空中版と同じ雷球を2個まとめて前方へ（空中では斜め下へ）飛ばす。
イナズマアッパー
上昇しながらアッパーを繰り出す対空技。ボタン連打によって追撃を加えていくことができ、最後の追撃の際に前か下にレバーを入れておくとその方向に相手を吹っ飛ばすことが出来る。WP版では威力とヒット数が上昇する。
イナズマクラッシュ
一瞬の溜めの後、拳を突き出して前方へ突進する技。ゲーム中でスーパーモード時に性能が変化する唯一の技で、その時は空中でも使用可能になり、さらに溜めの動作なしで技が発生する。WP版では威力上昇の他、拳に飛び道具を打ち消す雷球を纏う。
わくわく投げ
大回転ハイジャンプ投げ（だいかいてんハイジャンプなげ）
相手を頭上に掲げたままの体勢で回転、上昇し、空中で投げ捨てる。
ドキドキアタック
轟雷テンペスト（ごうらいテンペスト）
拳を地面に叩き付け、数本の雷の柱を自身の周囲に発生させる。攻撃判定が上方向に長く、横に狭い。本来コマンドはある程度複雑なものだが↓↓+CDで出せるという簡易コマンドが存在した。
超力轟雷電撃拳（ちょうりきごうらいでんげきけん）
肘を向けて相手に突進、数発のコンビネーションのあと追撃つきのイナズマアッパーを叩き込む、いわゆる「乱舞技」。最初の突進がガードされると技は終了する。
ハラハラアタック
爆雷ハリケーン（ばくらいハリケーン）
発動までの時間：約5秒
コマンド入力と共に背景に赤い警告画面が表示され、「ばー、くー、らー、いー!」の掛け声の後、「ハリケーン!!」のセリフと共に、雷を纏いつつ独楽のように回転して前方へ移動する。移動距離は画面端まで。またレバー上下方向である程度軌道のコントロールが可能。本来コマンドはある程度複雑なものだが↓↓+ABで出せるという簡易コマンドが存在した。

#### 牧原 アリーナ（まきはら アリーナ）
Arina Makihara
- 性別：女
- 年齢：14歳
- 身長・体重：156cm・42kg
- 出身：わくわくタウン5丁目
- 好きなもの：甘いもの・スポーツ・ショッピング
- 嫌いなもの：昆虫
- 声：益田真里子

本作のヒロイン。キャッチコピーは「炎のおてんば娘」。「すてきな恋がしたい」という願いを叶えるために参戦する。ライと色違いのゴーグルにジャケットを身に着け、全身タイツと後頭部で垂れているウサミミがトレードマーク。所持するボールの色はオレンジ。ライとは同じ中学に通う「腐れ縁」のような仲。
口はあまり良くなく、スラッシュに対しては昼間から街をうろついている点を指して「ホームレスではないか」という嫌疑をかけ、ダンディJに対しても「きたないオッサン」という辛辣な言葉を発している。
エンディングは前述の通りの願いを妖精ローラに言うが、彼女が召喚したのは何とライだった。それに不満を感じたアリーナはライに妖精ローラ諸共キックをお見舞いする。妖精ローラが唱えた呪文は「ラブラブクリニッキューーー♪」。
キャラクター独自の特性として「通常投げが2つある」「空中投げを持つ」などがある。
必殺技
アリーナビーム
星形のエネルギー弾を発射する飛び道具技。前方と斜め上に撃ち分けが可能。空中でも使用可能で前方と斜め下への撃ち分けができる。ボタンを押し続けることで4段階まで威力を溜めることが可能。WP版ではくらくら値が高い巨大なハートを、地上では前方、空中では斜め下に発射する。この技でくらくら状態になった場合、頭上にハートマークが漂う。
アリーナクラッシュ
肘を前にして腕を振り払うように上空に突進する対空技。ボタン連打による追加攻撃が可能。横方向には有効範囲が狭く、密着しないと当たらない。WP版では威力とヒット数が増加する。
アリーナトルネード
前方に小さくジャンプして、回し蹴りを放つ技。ボタン連打するとさらに前進しつつ回し蹴りを叩き込む。最後の蹴りには相手を吹っ飛ばす効果が付く。WP版では連打しなくても技が継続する。
わくわく投げ
フェイスクラッシャー
プロレスでの同名の技とは異なり、フランケンシュタイナーの様に足で相手の頭を挟み込み、前方に引き倒して後頭部を踏みつける技。
ドキドキアタック
アリーナカーニバル
相手に突進して数発のコンボを当てた後、追撃つきのアリーナクラッシュからバレーボールのアタックのように相手を地面に叩き付ける。最初の突進がガードされると、そこで技は終了する。
ハラハラアタック
アリーナスペシャル
発動までの時間：約5秒
画面にオレンジ色の警告画面が現れ、ポーズを決めて溜め動作を行った後、レバーを入力した方向に炎を纏って突進する。この時レバーを入力しないと突進が発生せずに終了してしまう。空中でも使用可能。突進距離が短く、他のハラハラアタックと比べると威力が低い。

#### スラッシュ
Slash
- 性別：男
- 年齢：23歳
- 身長・体重：187cm・62kg
- 出身：魔界
- 好きなもの：放浪の旅・天丼
- 嫌いなもの：古きもの、呪われしもの、その他妖怪全般
- 声：辻村ときしげ

キャッチコピーは「放浪の剣士」。呪われし者を解放するために魔界からやって来た孤高の剣士。自身の意思で出現させることのできる「次元刀（じげんとう、以下「剣」とも表記）」を持つ。好物は天丼。所持するボールの色は紫。
エンディングは、願いには興味が無く、呪われし者を解放することが自らの宿命であると妖精ローラに言う。それを聞いた妖精ローラは魔界大帝フェルナンデスの同属たちを召喚したが、スラッシュはビビって逃げてしまう。だがそれを尻目に妖精達はスラッシュに感謝する。妖精ローラが唱えた呪文は「カイホーソレシュクメーーー♪」。
キャラクター独自の特性として「レバーを入れると変化する通常技が多い」「ライと同じく三角蹴りが可能」などがある。
必殺技
スラッシュショット
水平に剣を構え、前方にエネルギー球を発生させる。球体は移動せず、その場で消滅する。剣先にも攻撃判定があり、大パンチボタンで出すと球体よりも剣先の方が威力が高くなる。WP版では技が大きく変化し、剣を地面に突き立てて3本のエネルギー柱を次々と発生させる。
スラッシュダイナミック
剣を振り上げて上昇して追撃を決める対空技。技の出が少々遅い。WP版ではヒット数が増える。
スラッシュバリヤー
その場で剣を振り回す技。技名に反し飛び道具の相殺などの防御性能はない。WP版では剣を振る回数が増える。
スラッシュテレポート
攻撃能力のない移動技で、ボタンに応じた位置に（相手の近くや上空など）ワープする技。空中でも使用可能。WP版はなし。
わくわく投げ
スラッシュコレダー
相手に剣を突き刺し、感電（?）させた後に放り投げる。
ドキドキアタック
ダークネスラッシュ
相手に向かって突進して剣で斬り刻み、最後にスラッシュダイナミックで決める。突進をガードされても技が継続する。
ハラハラアタック
ダークネスウィンド
発動までの時間：約6秒
背景に紫色の警告画面が表示され、しゃがんだ体勢から呪文を唱えた後に剣を振り払い、地面に巨大な衝撃波を走らせる。剣先と衝撃波の両方に攻撃判定があるが、打点が極端に低く、通常のジャンプでも避けられてしまう。

#### ティセ・ロンブローゾ
Tesse Ronbllozo
- 性別：女（生殖能力なし）
- 年齢：11歳
- 身長・体重：148cm・35kg
- 出身：ロンブローゾタワー（博士の秘密基地）
- 好きなもの：博士と6人のお姉さん・博士のおうち
- 嫌いなもの：……なし（本当は人形のような自分の体）
- 声：大河内葉子

キャッチコピーは「少女人形」。病に倒れたロンブローゾ博士を救うべくボール争奪戦に参加しつつも、人間になりたいという夢を持つオートマタ（自動人形）。先に博士に作られたメイドが6体いるが、まともに家事をこなせるのはティセのみであり、博士にとっては念願の「完成品」にあたる。個性の強すぎる姉たちに比べて、極めて引っ込み思案な性格である。オートマータだけに自分の腕を伸ばしたり、道具に変換するなどのトリッキーな攻撃をする。登場時には傘を使っての軟着陸を見せ、ロケット噴射による移動も可能。所持するボールの色は黄色。
エンディングは引っ込み思案な性格が災いして妖精ローラに願いを上手く言えず、「はっきりいわんかいっ!」と妖精ローラにツッコまれてしまう。それから彼女は博士の病を治してほしいと願った。それから博士の家に戻り、病が完治した博士に食事を作ってほしいと頼まれる。
キャラクター独自の特性として「わくわく投げが空中でも使用可能」がある。
必殺技
電子光線（でんしこうせん）
頭の球状アンテナから前方に電撃を発射する技。飛び道具を打ち消す効果がある。WP版では発射本数とヒット数が増える。
ちくちくアタック
腕を注射器に変化させて突進（頭にはナース帽らしきものも被る）、紫色の薬液を注入する。威力とくらくら値が高い技。WP版では威力が低くなるがくらくら値がさらに高くなり、また連続技に組み込む事が可能なほどに発生が早くなる。
ちゅーちゅーアタック
ちくちくアタックと同じモーションで突進、空の注射器に相手の体力を吸いだし、自身の体力を回復させる技。威力は低いがくらくら値が高い。またこちらの方が出が遅く、連続技に組み込むことができない。WP版ではくらくら値が下がる代わりに回復量が増加する。
あれこれポイ
胸元から出した様々な物を投げ付ける飛び道具技。ボタンを押している時間によって以下の8種類に変化する（押す時間が長いほど下の物となる）。威力に違いはないが、小パンチボタンで出すと投げる物がふきだしで表示され、目安とすることができる（ただしそれは相手にも言える）。
カップ - 目の前に落ちる。
ソーサー - 緩やかに落下する軌道で飛ぶ。
本 - 斜め上に飛び、大きく放物線を描いて落下する。
電波犬 - 地面をゆっくりと移動する。
電波鳩 - 水平に飛行する。
サボテン（鉢植え） - 画面の外まで大きく上昇し、間をおいて垂直に落下。相手に当たると一撃でくらくら状態になる。
砲弾 - 地面を高速で転がる。
ミサイル - 水平に飛行する。
WP版では連続で3種類の物（押す時間によってカップ・ソーサー・本からサボテン・砲弾・ミサイルまで変化）を投げ付ける。
わくわく投げ
ぐるぐるぱぁ
相手をジャイアントスイングのように振り回し、放り投げる。唯一空中でも使用可能なわくわく投げ。
ドキドキアタック
超電子怪光線（ちょうでんしかいこうせん）
頭のアンテナから、自身の周辺に数本の光線を降らせる。
ハラハラアタック
超電子イレイザー（ちょうでんしイレイザー）
発動までの時間：約7秒
背景に黄色い警告画面が表示され、リミッターを解除してカウントダウンを始め、「臨界突破」のセリフと共に相手の頭上へワープ、真下に向けて巨大なレーザーを照射する。ワープは相手の位置を確実に捕捉するが、そこからレーザー発射までに一瞬のタイムラグがある。

#### ダンディーJ（ダンディージェイ）
Dandy J
- 性別：男
- 年齢：37歳
- 身長・体重：182cm・72kg
- 出身：ハラハラ国 ハラハラシティ
- 好きなもの：タバコ
- 嫌いなもの：金持ち
- 声：中本修

キャッチコピーは「トレジャー・ハンター」。本名はヨシュア・ハイ・アウトプット。自称パートナーの夏美（自称探検家）と共に、なんでも屋を営む自称冒険家。依頼を受けて、わくわくボール争奪戦に参加する。ロープを使った多種多様な必殺技を駆使して戦う。所持するボールの色は水色。
喫煙者であり、帽子に常に（7と書かれた銘柄の）タバコを装着している。喫煙しているイラストもある。
エンディングはわくわくボールの力を知るも、依頼元である謎の組織がわくわくボールを渡してほしいと言われたが、それを拒否し、謎の組織と戦うこととなった。
キャラクター独自の特性として、「派生する必殺技がある」「特殊技が少ない」などがある。
必殺技
必殺ロープ（ひっさつロープ）
前方にロープを振るう。ここから以下の3種類の技に派生可能。WP版では縦に並ぶ4発の火の玉を同時に発生させる。広範囲を攻撃できるが、派生技に繋げることはできない。
必殺ロープ連発花火（ひっさつロープれんぱつはなび）
必殺ロープからの派生技。ロープの先端から数発の火の玉が発生する。WP版はなし。
必殺ロープ強引低気圧（ひっさつロープごういんていきあつ）
必殺ロープからの派生技。振るったロープを引き戻しつつ空気の渦を発生させ、相手を手前に引き寄せる。さらに台風猛打へ派生可能。WP版はなし。
必殺ロープ台風猛打（ひっさつロープたいふうもうだ）
必殺ロープから（もしくは強引低気圧から）の派生技。ロープを鞭のように振り回して攻撃する。WP版ではロープを振るう回数が増える。
しゃがみ必殺ロープ（しゃがみひっさつロープ）
しゃがみ状態から出す必殺ロープ。派生技、WP版もしゃがみ状態から繰り出される。
空中必殺ロープ（くうちゅうひっさつロープ）
空中から出す必殺ロープ。派生技、WP版も空中から繰り出される。
驚異人体発火拳（きょういじんたいはっかけん）
炎を纏った拳で地面すれすれをなぎ払う下段技。使用時になぜか「アッパーカッ（ト）!」と叫ぶ。WP版では回転しながらフックのように拳を4回振るった後に通常版のなぎ払いへ繋げる。
夏実ランプー投げ（なつみランプーなげ）
背景にいる夏実がランプーを持ち上げ、相手の頭上に落ちるように投げ付ける技。相手を捕捉する範囲が広い。必殺技扱いのため、動作中には他の必殺技が使用不可。WP版はなし。
ランプー夏実投げ（ランプーなつみなげ）
背景にいるランプーが夏実を相手の頭上に落ちるように投げ付ける技。遠くの相手には届かない代わりに威力が高い。必殺技扱いのため、動作中には他の必殺技が使用不可。WP版はなし。
わくわく投げ
上死下死点投げ（じょうしかしてんなげ）
相手にロープを巻きつけ、上下に振り回して地面に叩き付ける。
ドキドキアタック
大容量静電拳（だいようりょうせいでんけん）
電気を纏ったロープを振るい、手元からやや放射状に広がるように放電する。攻撃力は高いものの出が少々遅い。
驚天動地銀河激突落とし（きょうてんどうちぎんがげきとつおとし）
前方にロープを振るい、ヒットした相手を捕縛して地面に2回叩き付け、放り投げる。ロープがガードされると技は終了する。
ハラハラアタック
対消滅粒子加速拳（ついしょうめつりゅうしかそくけん）
発生までの時間：約7秒
背景に水色の警告画面が表示され、高らかに自身の技名を宣言した後、目の前に巨大な光の柱を発生させる。威力が抜群に高い（スーパーモード時に相手に当てると一撃でKO出来るほど）が、横方向に判定が狭い。

#### まるるん
Marurun / Mauru（英語版）
- 性別：オス……?
- 年齢：?（不明）
- 身長・体重：170cm・181kg
- 出身：迷いの森
- 好きなもの：食べること（主食は果実）・眠ること・歌を歌うこと・麦ちゃん
- 嫌いなもの：ヘビ
- 声：平野行俊

キャッチコピーは「森の大将」。迷子の六条麦を家に帰すために奔走する心優しき巨大生物で、人語を解するなど、知性も高い。なお、まるるんと言う名前は麦がつけた名前で、生物学名は「デルバーニャ=ポテ=ポタ」。麦を背中に背負っている関係上、絶対に腹這いでダウンする。所持するボールの色は緑。
エンディングでは麦が両親に会わせてほしいと妖精ローラに言い、妖精ローラの魔法で遂に両親と再会。しかし両親は麦を助けてくれたまるるんを初めて見たときは怖がっていた。妖精ローラが唱えた呪文は「ファミリィースペシャルルーー♪」。
ハラハラアタック以外の飛び道具を持たない、近距離・突進主体のパワーキャラ。
必殺技
ぐるぐるパンチ
腕を振り回して、前方にパンチを繰り出しつつ突進する技。多段ヒットし、最後には吹っ飛ばし効果も持つ。WP版ではヒット数と威力が増加する。
ぼでぇプレス
側転から腹這いで着地する技。くらくら値が高い。WP版では3連続で行うが、くらくら値は低くなる。
ぶんぶんコプター
広げた腕をヘリコプターのように回転させ、上昇する対空技。空中でも使用可能。WP版ではヒット数、威力が大幅に上昇する。
わくわく投げ
まるるんびんた
相手を捕まえて数発ビンタをお見舞いしたあと放り投げる。
ドキドキアタック
ぶんぶんタイフーン
ぶんぶんコプターの体勢で、地上を移動する。レバー左右で移動方向を操作可能。
ハラハラアタック
みらくるボイス
発動までの時間：約4秒
背景に緑色の警告が表示され、大きく息を吸いこんだまるるんが叫ぶと大きなエネルギー弾が発射される。

#### ポリタンクZ（ポリタンクゼット）
Politank Z
- 製造元：所長宅ガレージ
- 頭頂高：190cm
- 重量：777kg

キャッチコピーは「最強戦車」。わくわくシティ中央署署長・徳川超十郎が操縦する戦闘マシン。口の位置にある主砲と股間に付けられた砲塔が主な武器で、手をドリル状に変形させたり足をトゲの付いたキャタピラに変形させたり下半身をトゲの付いた半球状に変形させたりと形状変化や内蔵武器も豊富。ポリタンクZの点検整備を行う警察犬の徳川ハム助と共に町の治安維持のため（一般市民の迷惑は全く顧みず）に出撃する。署長本人はポリタンクを気に入っているが、他のキャラクターからはかっこ悪いと散々な言われよう。目の部分はペイントのはずだが表情のように変化する。また777kgもの重量があるが、普通に足払いで転倒したりする。また、しゃがむと足がキャタピラに変化し戦車そのものの形状になる。所持するボールの色は青。
エンディングでは超十郎の野望が遂に叶うと信じている一方、ハム助が争奪戦でボロボロになったポリタンクZを誰か直してほしいと言ってしまい。それを聞いた妖精ローラの魔法で直した。超十郎が自分の野望ではなくポリタンクZが直ったことに驚き、ハム助を頭突きでツッコミを入れた。妖精ローラが唱えた呪文は「タンクタンクローーー♪」。
キャラクター独自の特性として、「通常投げが受け身不可能」「わくわく投げが打撃判定」がある。
必殺技
Z弾（ゼットだま）
ボタンを押している時間に比例して5段階まで飛距離が伸びる飛び道具。弾は弧を描いて飛び、地面に着弾すると爆発。噴射炎と弾本体、炸裂炎にそれぞれ攻撃判定がある。WP版では、1段階目から連続して5種類すべての弾を発射する。
ぐるりんもぐりん
下半身を棘の付いた半球体に変化させて地中に潜行、相手の足元から出現する技。攻撃判定は刺のついた下半身の部分。ヒット数が多く一瞬姿が消える特徴がある。WP版では地面から出現後そのまま前進し、技の終わり際に相手を吹っ飛ばす特性がつく。
ドクドクスモーク
背部のマフラーから紫色の毒々しい排気を発射する飛び道具技。当たった相手は体が紫色になってくらくら状態になる。排気の移動スピードは遅く、一定距離を進むと消滅する。WP版では2連発で排気を発射する。
わくわく投げ
人間大砲（にんげんたいほう）
腕を伸ばして相手を掴み、胴体に格納した後で砲弾として打ち出す技。投げ技としては非常に有効範囲が広く、初期配置ほどに離れた相手や空中にいる相手すら掴めるが、伸ばした手は打撃判定で、相手はガードが可能。
ドキドキアタック
ジャイロ爆撃（ジャイロばくげき）
頭部から出現したプロペラで上昇、空中から6発の爆弾を投下する。飛行は左右のレバー入力である程度制御が可能。爆弾の投下位置はランダムで、また真下が完全な死角となってしまう。
ハラハラアタック
ビックリドッキリ弾（ビックリドッキリだん）
発動までの時間：約10秒
背景に青色の警告画面が表示され、ハム助が一通りラッパを吹き鳴らした後、胴体から丸い砲弾を排出、目の前に着弾と同時に画面端まで巨大な火柱が連続して発生する。威力は非常に高く、全体力の8〜9割を奪ってしまうほどだが、砲弾が出現、炸裂するまでが非常に長く、実戦で決めることはほぼ不可能に近い。

### CPU専用キャラクター
家庭用では対戦モードでのみプレイヤーも使用可能。

#### ボーナスくん
Bonus Kun
- 性別：男
- 年齢：不明
- 身長・体重：167cm・77kg
- 出身：遠い宇宙のサンドバッグ星
- 好きなもの：修業
- 嫌いなもの：負けること・昆虫
- 声：藤田俊之

キャッチコピーは「熱血格闘野郎」。CPU戦で3ステージクリア後に挿入されるボーナスステージ（1ラウンド戦で、勝敗に関係なく次のステージへ進める）での対戦相手。棒状の体に顔があり、赤い鉢巻という、非常に簡素な外見をしている。『ギャラクシーファイト』から引き続き登場している唯一のキャラクターで、前作から使用技が大幅に増えてパワーアップしている。
ボーナスステージでの登場時には大気圏突入のような登場を見せ、彼が勝利（プレイヤーが敗北）するとロケットの発射のように宇宙の彼方へ去っていく。
キャラクター独自の特性（主に体型上の理由）として、「投げ技を持たない」「しゃがめない（しゃがみガード、しゃがみ攻撃も不可）」などがある。
必殺技
硬襲啖（こうしゅうたん）
口からエネルギー弾を吐き出す飛び道具技。WP版ではヒット数と威力が増え、技名も「連結硬襲啖（れんけつこうしゅうたん）」に変わる。
なお、技名の「啖」の字は啖呵のそれであり、痰とは異なる。
暴棒堅（ぼうぼうけん）
腹を突き出してジャンプする対空技。横にも判定が強い。WP版では3回連続でジャンプし、技名も「暴棒滅波（ぼうぼうめっぱ）」に変わる。
渦巻暴風脚（うずまきぼうふうきゃく）
空中に浮かんで突進し、足らしき体の下部を振り回す技。WP版では移動せずにその場で猛回転する「突風渦巻暴風脚（とっぷううずまきぼうふうきゃく）」に変わる。
ドキドキアタック
超灼熱大車輪（ちょうしゃくねつだいしゃりん）
炎を纏って縦回転しながら前方へ突進する。
ハラハラアタック
焼身ボンバー（しょうしんボンバー）
発動までの時間：約4秒
背景に白色の警告画面が表示され、バネが縮むような動きで力を溜めた後、相手の頭上へ大きくジャンプし、炎を纏って垂直落下する。

#### 魔界大帝フェルナンデス（まかいたいていフェルナンデス）
Fernandeath / Fernandez（英語版）
- 性別：ないデス
- 年齢：忘れたデス
- 身長・体重：縦横無尽デス・自由自在デス
- 出身地：アブソリュートデス
- 好きなもの：暴飲暴食暴言暴動 暴発デス
- 嫌いなもの：痛いことデス
- 口癖：「デスデスデッスーン」「〜デス」「デスから」「デスので」
- 声：堀田和則

キャッチコピーは「史上最大最強最悪」。わくわくボールを全て集めたプレイヤーの前に現れる最終ボス。身長・体重ともに自由自在で、封印解放時にはビルよりも巨大な姿となり、プレイヤーも妖精の力で巨大化して戦うことになる。封印が解けると黒い稲妻を纏う闇の球体が出現、巨大化してゆくが、本来の姿も球体のまま同心円状の円らな眼、三日月状に裂けた口、球状の手足、小さな蝙蝠の羽根が付いただけである。格闘ゲームの最終ボスの中でも屈指のふざけた外見を持つが、判定が大きい上に全て吹っ飛ばし特性を持つ技の数々や溜め時間のほとんどないハラハラアタックなどは、最終ボスならではの凶悪な威力を誇る。
語尾に常に「デス」を付けて喋り、受け答えも非常にふざけている感がある。システムボイスによるキャラクターコールの際も、必ず「魔界大帝フェルナンデス」と肩書きを付けて呼称される。また、足の裏には肉球が存在し、常に薄笑いを浮かべた口は時として鋭い牙が並ぶ。
キャラクター独自の特性として「ハラハラアタック、スーパーモードの発生が異常に早い」がある。
なお、同社の前作『ギャラクシーファイト』最終ボス、フェルデン・クライスのプロフィール家族欄には、弟としてフェルナンデスの名前があり、出身地も共にアブソリュートとなっているが、フェルデンは人型を取った炎のような姿で、フェルナンデスとは外見が全く異なる。一方、スラッシュのエンディングでは、殆ど同じ黒い球状の姿で、頭部の装飾（蝙蝠の羽根部分）のみ異なる大量の魔物が現れる。
必殺技
特大パンチデス（とくだいパンチデス）
巨大化した手を前方に突き出す技。発生が早く、また大パンチボタンで出すと打点が低くなる「しゃがみ特大パンチデス」に変化する。WP版はなし。
特大キックデス（とくだいキックデス）
巨大化した足で蹴りあげる技。大キックボタンで出すと「しゃがみ特大キックデス」に変化したり、WP版がない点も「特大パンチデス」と同様。上方向に判定が強く対空技としても使える。
ジャンプ特大キックデス（ジャンプとくだいキックデス）
空中で使用する技。相手を踏み潰すように巨大な足を出現させる。WP版はなし。
くるならこいデス
いわゆる当て身技で、両腕を上げて無防備状態になり、ここに攻撃を受けると手足を滅茶苦茶に振り回して突進する「たこなぐりデッスーン」で反撃する。
WP版では「やるならやれデス」「いかなぐりデッスーン」に名称が変化するが、ヒット数が増えるのに威力は下がる、という損をする結果になる。
とぶデスデッスーン
全身を巨大なトゲ付き鉄球状に変化させ飛翔する対空技。当たり判定は大きいものの、下降中は着地まで完全に無防備になってしまう。WP版ではヒット数、威力が増加。
バッキュームデス
中段攻撃（唇を突き出す技）から派生させる特殊な技。突き出した唇をそのまま相手に押し付け、体力を奪って自分を回復させる技。WP版では威力が大幅に上昇する。
わくわく投げ
もぐもぐブーッデス
相手を丸飲みにした後で、屁と共に後方に排出する下品な技。
ドキドキアタック
おこったデッスーン
叫び声と共に、全身から噴き出すオーラで相手を炎上させる。攻撃範囲は自分の周囲のみ。
ハラハラアタック
ころがるデッスーン
発動までの時間：約0秒
背景に黒色の警告画面が表示されると同時に、手足を引っ込めて前方に転がって行き攻撃する。ガード不能で威力が高いというハラハラアタックの特徴はそのままだが、他のキャラクターと違い即座に発動する上、巨体全身に攻撃判定を持って突進するため回避も難しいという、桁違いの性能を持つ。

### サブキャラクター
オシャベリーズ（ノッポ、メガネ、チビ）
アリーナの友達。ゲーム中ではOPにアリーナと共に（アリーナのタイミングを崩すように）登場、アリーナステージの背景では登場時にアリーナと談笑、戦闘中はアリーナの応援をしており、スタッフロールのイラストにも登場する。
アリーナと同じく動物のような耳（中には尻尾まである者もいる）を持ち、同種のジャケットとゴーグルを装備していることからアリーナと同じ学校の生徒と推測することが出来る。
ロンブローゾ博士
ティセたちの生みの親である老科学者で、体の大半が機械化している（特に下半身は空飛ぶ円盤状になり、常に浮遊している）。ゲーム中ではティセのエンディングとスタッフロールのイラストに姿を見せるのみ。
家は庭付きの豪邸であり、ティセがホウキで掃除をしている。また夜にはライトアップがされている。
イージス、アルナ、サンディ、スージー、ウー、リュリュ
ティセより先に作られたオートマータたちで、ティセに取っては姉にあたる。彼女たちの性格が余りにも我が強すぎてメイドとしては役に立たず、結果内向的な性格に作ったティセが成功作となった、という設定がある。ゲーム中ではスタッフロールのイラストに登場するのみ。しかも内容は、博士に仕事を頼まれたティセに対して全員がソファーにくつろいだまま追加の仕事を頼むという、設定通りメイドとしては役立たずに描かれている。
名称は中国語の数字の数え方である「イー（1）、アル（2）、サン（3）、スー（4）、ウー（5）、リュー（6）」から取られている。またこの当て嵌め方だとティセは「チー（7）」であり、音的にも近い。
間 夏美（はざま なつみ）
- 性別：女
- 年齢：16歳
- 身長・体重：167cm・65kg
- 出身：ドタドタ国 バタバタシティ
- 好きなもの：ドライブ・親の形見のジープ
- 嫌いなもの：退屈なこと
- 声：服部菜穂

ダンディーJのパートナーで、彼の親友（昔のパートナー）の娘。登場する女性キャラクターの中では最もスタイルが良い。ゲーム中ではダンディーが戦っているときに応援するだけでなく、彼女とランプーによる連携攻撃もある。
ランプー
- 性別：不明
- 年齢：不明
- 身長・体重：42cm・1.2kg
- 出身：わくわく横丁
- 好きなもの：魚類・光るもの
- 嫌いなもの：くさいもの
- 声：服部菜穂

ダンディーと夏美が飼っている白猫。ゲーム中ではダンディーを応援したり、夏美と連携攻撃をしたりする。
登場時に直立してガッツポーズを見せたり、ダンディ敗退時には風呂敷袋を担いだ夏実と共に二足歩行で逃げ去ったり、自重の50倍以上もある夏実を担ぎ上げ、放り投げたりと、単なる猫らしからぬ動作を見せることもある。
徳川 超十郎（とくがわ ちょうじゅうろう）
- 性別：男
- 年齢：57歳
- 身長・体重：59.5cm・19.8kg
- 出身：わくわくシティ2丁目
- 好きなもの：パトロール・逮捕
- 嫌いなもの：無能な一般市民
- 口調：○○じゃ〜!・死刑!
- 声：伊沢勉

ポリタンクZの操縦者。普通の人間だが、身長が60cm程度しかない小柄な中年。そんな彼でも、美人の奥さんと3人の子供（長女+双子の兄弟）がいる。
デザインは『クロックワークナイト』のペパルーチョと『がきデカ』を意識した物と思われる。
徳川 ハム助（とくがわ ハムすけ）
- 性別：オス
- 年齢：7歳
- 身長・体重：49.3cm・12.5kg
- 出身：署長宅ガレージ脇
- 好きなもの：ハム
- 嫌いなもの：近所の子供（いじめられるらしい）
- 口癖：語尾に「〜でやんす」を付ける
- 声：平野行俊

超十郎の部下の警察犬。ただし、「〜やんす」などと言葉を喋る擬人化されたキャラクターである。機械技師でもあり、攻撃にも参加する。
六条 麦（ろくじょう むぎ）
- 性別：女
- 年齢：7歳
- 身長・体重：108cm・26kg
- 出身：地球の日本
- 好きなもの：まるるん、お父さん、お母さん、学校
- 嫌いなもの：ウーロン茶
- 声：おおみちとせ

近道をしようとして迷子になった小学1年生の少女で、まるるんに助けられる。まるるんは喋れないので、ゲーム中の勝利メッセージと挑戦メッセージはほとんどが彼女のセリフになっている。攻撃参加はしないものの、攻撃時の掛け声等をしており、まるるんの背中にしっかりしがみついている。
まるるんのエンディングでは無事に家に帰ることができたが、まるるんも一緒に彼女の家に来てしまった。スタッフロールではまるるんといっしょに彼女の家族3人でハイキングに行く様子が描かれている。
妖精ローラ（Rola）
わくわく公園のモニュメントに封印されていた妖精。角笛を持っていて、願いを叶える為の呪文詠唱時に吹き鳴らしている。ローラという名前は設定でのみ存在し、ゲーム中には登場しない。わくわくボールを7つ集めると復活するが、同時に最終ボスであるフェルナンデスも復活してしまう。フェルナンデス討伐後に一度だけ願いを叶えてくれる（結果として願った者の願いを完全には叶えていないケースもある）。なお、スラッシュのエンディングによると他にも妖精は存在し、それぞれがフェルナンデスの同属を封印しているらしい。殴られたときの断末魔は「ぶべらっ!」（アリーナのエンディングでのライも発している）。
エンディングでの呪文詠唱時はボイスが付いているが、サターン版ではエンディングがフルボイスとなっており大幅に追加されている。

## おまけ要素
- 対アリーナ戦のラウンド1表示前にA+D+スタートを押しつづけると、画面下部に彼女のホームステージのBGM曲『わくわくがとまらない』の歌詞がカラオケ字幕のように表示される（代わりにわくわくゲージが隠れてしまう）。
- ストーリー途中で使用キャラクターと同じキャラクターが乱入してくる。この同キャラの色は必ずブラックカラーで、通常はプレイヤーが選択できない色になっている。しかしキャラクター選択時にレバーを3秒以上下に入れっぱなしにしてABCD同時押しで決定すると、このブラックカラーを選択できる。ブラックカラー乱入時には同じ色の同じキャラクターが戦うことになり、多少混乱する。
- ゲームのデモ画面で、ロゴの後に季節に沿った手書き風のイラストが表示される。

## 関連商品
サウンドトラックCD
- わくわく7 SCITRON 1500 SERIES（ポニーキャニオン）

1996年8月21日発売。55分収録。
ムック
- ゲーメストムックVol.63 わくわく7（新声社）

1997年2月28日発売。ISBN 4-88199-325-9
小説
- わくわく7 わくわくが止まらない（ファミ通ゲーム文庫）

1997年5月29日初版発行。全1巻。ISBN 4-89366-713-0
嬉野秋彦による小説。表紙&挿絵イラストは佐々木亮。

## 参考資料
- 『わくわく7 最終攻略読本』 鈴木一弘（著）・犬童一輝（著）、ジャパン・ミックス、1997年7月7日、ISBN 4883213838